# Igor Presnyakov
Igor Presnyakov (em russo:  Игорь Пресняков) é um violonista russo que se tornou popular no YouTube em 2007, por seus covers únicos e seu estilo virtuoso.

## Biografia
Nascido em Moscou, Igor Presnyakov estudou música clássica em uma academia próxima e eventualmente graudou-se tanto como violonista como condutor de conjuntos. Mudou-se para a Holanda para dar sequência em sua carreira, onde já está há mais de 35 anos. Seu estilo único foi influenciado por vários gêneros musicais, como Reggae, Rock and Roll, R&B, Música country, Jazz e Heavy metal. Seu atributo mais notável é seu estilo criativo de "bater" conforme a percussão da música no corpo de seu violão enquanto toca. Isto replica o som de múltiplos músicos, sendo que apenas Igor está tocando. Ele também raramente canta quaisquer das letras de qualquer estilo de música que ele faz cover, traduzindo isso em melodia tocada pelo seu violão, deixando que seu instrumento "cante".
A popularidade de Igor cresceu desde que inaugurou seu canal no YouTube em 2007. Atualmente, os vídeos enviados por ele possuem mais de 300 milhões de visualizações totais, além de mais de 1.900.000 inscritos em seu canal. Ele é oficialmente patrocinado pela Takamine e pela Fender. O primeiro concerto de Igor ocorreu em 5 de Abril de 2013 em Moscou, no clube "B2"..
Algumas bandas que o influenciaram foram The Beatles, Led Zeppelin, Deep Purple, Pink Floyd, os musicistas russos Vladimir Vysotsky, Viktor Tsoi, Andrey Makarevich e os compositores clássicos Rachmaninoff, Tchaikovsky e Mussorgsky.

## Álbuns
- 2010 - Chunky Strings
- 2011 - Acoustic Pop Ballads
- 2011 - Acoustic Rock Ballads Covers
- 2013 - Iggyfied